# Bahnreformen (Deutschland)
Durch Bahnreformen wurden in Deutschland schon mehrfach die gesetzlichen und organisatorischen Rahmenbedingungen des Bahnverkehrs geändert.
Für Deutschland nach dem Zweiten Weltkrieg werden die folgenden Reformversuche genannt:
- Das sogenannte „Brand-Gutachten“ von 1960, welches 1961 in die „kleine Verkehrsreform“ mündete
- Der „Leber-Plan“ von 1967
- Die Rationalisierungsversuche im Rahmen des Konzepts „Betriebswirtschaftlich optimales Netz“ (BON) von 1976 und die daraus folgende Wende in der Verkehrspolitik
- Die 1983 vom Bahnvorstand entwickelte Strategie „DB 90“

Als „Bahnreform“ im engeren Sinn wird die Umwandlung der Deutschen Bundesbahn in die Deutsche Bahn AG durch das im Jahr 1994 in Kraft getretene Eisenbahnneuordnungsgesetz bezeichnet.